# Jasonia bocconei
Espèce
Jasonia bocconei (synonyme : Chiliadenus bocconei) est une espèce de plantes à fleurs dicotylédones de la famille des Asteraceae, sous-famille des Asteroideae, endémique de l'archipel maltais.
Cette espèce endémique est très valorisée à Malte au point de figurer sur l'avers des pièces de 50 centimes (en 2001).

## Taxinomie
L'espèce Jasonia bocconei a été décrite en premier sous le nom de Chiliadenus bocconei par le botaniste italien Salvatore Brullo et publiée en 1979 dans Webbia; Raccolta de Scritti Botanici, Florence 34(1): 298.
Elle a par la suite été renommée en Jasonia bocconei par Manuel Pardo de Santayana et Ramón Morales Valverde en 2004 (Acta Botanica Malacitana Malaga  29: 224).
Cette espèce est proche de Jasonia lopadusanus, endémique de l'île de Lampedusa, également décrite en 1979. Elles diffèrent par la taille des feuilles, oblancéolées dans les deux cas mais plus larges chez J. bocconei (4 à 10 mm de large) que chez J. lopadusanus (3 à 4 mm), et par les inflorescences en racèmes dans le premier cas et en panicules très ramifiées dans le second cas.